# Coregonus vandesius
Coregonus vandesius là một loài thuộc chi Cá hồi trắng, họ Cá hồi. Loài này được tìm thấy ở Vương quốc Anh.

## Phân loại
Nhiều tác giả hiện nay coi Coregonus vandesius là từ đồng nghĩa của Coregonus albula, loài cá hồi trắng nước ngọt phổ biến rộng hơn ở Bắc Âu. Cả hai đơn vị phân loại này trong tiếng Anh đều có cùng tên thông dụng là vendace. Tuy niên, tình trạng phân loại này vẫn còn gây tranh luận, và FishBase vẫn liệt kê C. vandesius như là loài tách biệt, phản ánh xử lý gần đây về khu hệ cá nước ngọt châu Âu của Kottelat & Freyhof (2007)